# Éric Fournier (historien)
Pour les articles homonymes, voir Éric Fournier et Fournier.
Éric Fournier est un historien français, né en 1975, spécialiste de la Commune de Paris et de son enjeu mémoriel, de l'imaginaire social et révolutionnaire du XIXe siècle.

## Biographie
Éric Fournier est agrégé et docteur en Histoire. Il soutient sa thèse à Paris 1 en 2005, sous la direction de Dominique Kalifa, intitulée « Paris en ruines (1851-1882) : entre flânerie et apocalypse : regards, acteurs, pratiques ». Celle-ci est publiée en 2008 sous le titre de « Paris en ruines, Du Paris haussmannien au Paris communard » aux éditions Imago.
Il est actuellement maître de conférences à l'université Paris 1 Panthéon-Sorbonne. Il est également membre du Centre de recherche d'histoire du XIXème siècle.
En septembre 2018, il soutient son habilitation à diriger des recherches (HDR), ayant comme sujet les objets révolutionnaires sous la Troisième République. Elle est publiée en 2019 sous le titre de « La Critique des armes, Une histoire d’objets révolutionnaires » aux éditions Libertalia qui s’intéresse notamment à l’imaginaire de la crosse en l'air.
Il intervient occasionnellement dans plusieurs médias français afin de vulgariser l'histoire, notamment sur la Commune de Paris et ses enjeux mémoriels,,.

## Publications
- Paris en ruines : Du Paris haussmannien au Paris communard, Paris, Imago, 2008, 280 p. (ISBN 978-2-84952-051-2, présentation en ligne)
- La Cité du sang : Les bouchers de La Villette contre Dreyfus, Montreuil, Libertalia, 2008, 280 p. (ISBN 978-2-9528292-5-0, présentation en ligne)
- La « Belle Juive » : D’Ivanhoé à la Shoah, Paris, Champ Vallon, coll. « Époques », 2012, 392 p. (ISBN 978-2-87673-563-7, présentation en ligne)
- « La Commune n’est pas morte » : Les usages politiques du passé de 1871 à nos jours, Montreuil, Libertalia, 2013, 196 p. (ISBN 978-2-91805-928-8, présentation en ligne)
- Édition, présentation et annotation avec Claude Rétat de Louise Michel, « La Commune », Paris, La Découverte, 2015, 476p[11].
- La Critique des armes : Une histoire d’objets révolutionnaires, Montreuil, Libertalia, 2019, 496 p. (ISBN 978-2-37729-064-2, présentation en ligne)
- Édition, présentation et commentaires critique de Louise Michel, « À mes frères. Anthologie de textes poétiques et politiques », Montreuil, Libertalia, 2019, 176 p[12].
- avec Arnaud-Dominique Houte (dir.), À bas l'armée ! L'antimilitarisme en France du XIXe siècle à nos jours, éditions de la Sorbonne, 2023.
- Nous reviendrons ! : Une histoire des spectres révolutionnaires, Paris, Champ Vallon, 2024, 228 p. (ISBN 979-10-267-1213-8, présentation en ligne)

Éric Fournier a également publié des articles sur la Commune de Paris et le XIXe siècle dans des revues d'histoire contemporaine.